# Dom Pamięci w Płońsku
Dom Pamięci w Płońsku – muzeum upamiętniające historię współistniejących w mieście przez blisko 500 lat narodów polskiego i żydowskiego. 

## Historia
Otwarte zostało 20 października 2023 w kamienicy przy ul. Warszawskiej 2, naprzeciwko domu rodzinnego urodzonego w Płońsku pierwszego premiera Izraela, Dawida Ben Guriona, tzw. Bengurionówki. Znajduje się w nim stała wystawa „Spójrz – przypomnij”, która przedstawia historię społeczności żydowskiej Płońska i okolic, Zagłady oraz samego Dawida Ben Guriona.